# Dolné Saliby
Dolné Saliby (hongrois : Alsószeli) est un village de Slovaquie situé dans la région de Trnava.

## Histoire
Première mention écrite du village en 1158.
La localité fut annexée par la Hongrie après le premier arbitrage de Vienne le 2 novembre 1938. En 1938, on comptait 2 573 habitants dont 32 juifs. Elle faisait partie du district de Galanta, en hongrois Galántai járás. Le nom de la localité avant la Seconde Guerre mondiale était Dolnie Saliby/Alsó-Szeli. Durant la période 1938-1945, le nom hongrois Alsószeli était d'usage.

## Démographie

### Évolution de la population
| Année:               | 1994. | 2004.   | 2014.   | 2024.   |
| -------------------- | ----- | ------- | ------- | ------- |
| Nombre de personnes: | 1912  | 1957    | 1954    | 2024    |
| Différence:          |       | +2,35 % | -0,15 % | +3,58 % |

| Année:               | 2023. | 2024.   |
| -------------------- | ----- | ------- |
| Nombre de personnes: | 2036  | 2024    |
| Différence:          |       | -0,58 % |